# Мартін Гарсія (тенісист)
Мартін Гарсія (ісп. Martín García; нар. 2 травня 1977) — колишній аргентинський тенісист.
Найвищу одиночну позицію світового рейтингу — 342 місце досяг 2 лютого 1998, парну — 21 місце — 21 травня 2001 року.
Здобув 8 парних титулів.
Найвищим досягненням на турнірах Великого шолома був півфінал в парному розряді.
Завершив кар'єру 2008 року.

## Часовий графік результатів
| W | Ф | ПФ | ЧФ | #Р | КТ | К# | DNQ | A | NH |

### Парний розряд
| Турніри Великого шлему                 |     |     |     |                  |                  |                  |                  |                  |                  |                  |        |       |     |
| Відкритий чемпіонат Австралії з тенісу |     | 1р  | 3р  | 1р               | 1р               | 2р               | 2р               | 1р               | 1р               | 1р               | 0 / 9  | 4–9   | 31% |
| Відкритий чемпіонат Франції з тенісу   |     | ПФ  | 1р  | 1р               | 1р               | 1р               | 3р               | 1р               | 2р               |                  | 0 / 8  | 7–8   | 47% |
| Вімблдонський турнір                   |     | 1р  | 1р  | 2р               | 2р               | 2р               | 1р               | 3р               | 2р               | 1р               | 0 / 9  | 6–9   | 40% |
| Відкритий чемпіонат США з тенісу       | 1р  | 1р  | 2р  | 1р               | 2р               | 1р               | 1р               | 1р               | 1р               |                  | 0 / 9  | 2–9   | 18% |
| В-П                                    | 0–1 | 4–4 | 3–4 | 1–4              | 2–4              | 2–4              | 3–4              | 2–4              | 2–4              | 0–2              | 0 / 35 | 19–35 | 35% |
| Тур ATP Мастерс 1000                   |     |     |     |                  |                  |                  |                  |                  |                  |                  |        |       |     |
| Indian Wells Open                      |     |     | 1р  |                  |                  | 2р               | 1р               |                  |                  |                  | 0 / 3  | 1–3   | 25% |
| Відкритий чемпіонат Маямі з тенісу     |     | 1р  | 3р  |                  |                  | 2р               | 1р               | 2р               | 1р               |                  | 0 / 6  | 3–6   | 33% |
| Мастерс Монте-Карло                    |     | 2р  | ЧФ  |                  |                  | 1р               |                  | 1р               |                  |                  | 0 / 4  | 3–4   | 43% |
| Гамбург                                |     |     | 2р  |                  |                  |                  |                  |                  | 1р               |                  | 0 / 2  | 1–2   | 33% |
| Мастерс Рим                            |     | 1р  | 1р  |                  |                  |                  |                  | 1р               |                  |                  | 0 / 3  | 0–3   | 0%  |
| Мастерс Канада                         |     | 2р  | 1р  |                  |                  |                  |                  |                  | 1р               |                  | 0 / 3  | 1–3   | 25% |
| Мастерс Цинциннаті                     |     | 2р  | ЧФ  |                  |                  |                  |                  |                  | 1р               |                  | 0 / 3  | 3–3   | 50% |
| Мастерс Париж                          |     | ПФ  | ЧФ  |                  |                  |                  |                  |                  |                  |                  | 0 / 2  | 5–2   | 71% |
| Штутгарт                               |     | 1р  |     | Не серія Мастерс | Не серія Мастерс | Не серія Мастерс | Не серія Мастерс | Не серія Мастерс | Не серія Мастерс | Не серія Мастерс | 0 / 1  | 0–1   | 0%  |
| В-П                                    | 0–0 | 6–7 | 8–8 | 0–0              | 0–0              | 2–3              | 0–2              | 1–3              | 0–4              | 0–0              | 0 / 27 | 17–27 | 39% |

### Мікст
| Турніри Великого шлему                 |     |     |     |     |     |     |     |     |     |        |      |     |
| Відкритий чемпіонат Австралії з тенісу |     | 1р  | 1р  |     |     |     |     |     | 1р  | 0 / 3  | 0–3  | 0%  |
| Відкритий чемпіонат Франції з тенісу   | 1р  | 1р  |     |     |     |     |     | 1р  |     | 0 / 3  | 0–3  | 0%  |
| Вімблдонський турнір                   | 1р  | 2р  |     |     | 1р  | 3р  | 1р  | 2р  |     | 0 / 6  | 4–6  | 40% |
| Відкритий чемпіонат США з тенісу       | 1р  | 1р  | 1р  |     |     |     | 2р  |     |     | 0 / 4  | 1–4  | 20% |
| В-П                                    | 0–3 | 1–4 | 0–2 | 0–0 | 0–1 | 2–1 | 1–2 | 1–2 | 0–1 | 0 / 16 | 5–16 | 24% |

## Фінали турнірів ATP за кар'єру

### Парний розряд: 22 (8–14)
| Легенда                         |
| ------------------------------- |
| Турніри Великого шлема (0–0)    |
| Фінали Світового туру ATP (0–0) |
| Серія Мастерс ATP (0–0)         |
| Серія турнірів ATP (0–2)        |
| Серія ATP Інтернешнл (8–12)     |

| Фінали за покриттям |
| ------------------- |
| Тверде (2–2)        |
| Ґрунт (6–12)        |
| Трава (0–0)         |
| Килим (0–0)         |

| Фінали за типом корту |
| --------------------- |
| Відкритий корт (8–14) |
| Закритий корт (0–0)   |

| Результат | В-П  | Дата     | Турнір                           | Рівень           | Покриття | Партнер           | Суперники                               | Рахунок                    |
| --------- | ---- | -------- | -------------------------------- | ---------------- | -------- | ----------------- | --------------------------------------- | -------------------------- |
| Перемога  | 1–0  | Сер 1999 | Бостон, США                      | Світова серія    | Тверде   | Гільєрмо Каньяс   | Маріус Барнард Т. Дж. Міддлтон          | 5–7, 7–6(7–2), 6–3         |
| Перемога  | 2–0  | Жов 1999 | Бухарест, Румунія                | Світова серія    | Ґрунт    | Лукас Арнольд Кер | Марк-Кевін Гелльнер Франсіско Монтана   | 6–3, 2–6, 6–3              |
| Перемога  | 3–0  | Жов 2000 | Палермо, Італія                  | Серія Інтернешнл | Ґрунт    | Томас Карбонелл   | Пабло Альбано Марк-Кевін Гелльнер       | без гри                    |
| Поразка   | 3–1  | Січ 2001 | Окленд, Нова Зеландія            | Серія Інтернешнл | Тверде   | Девід Адамс       | Маріус Барнард Джим Томас               | 6–7(8–10), 4–6             |
| Поразка   | 3–2  | Бер 2001 | Abierto Mexicano TELCEL, Мексика | Серія Чемпіоншип | Ґрунт    | Девід Адамс       | Доналд Джонсон Густаво Куертен          | 3–6, 6–7(5–7)              |
| Поразка   | 3–3  | Січ 2002 | Окленд, Нова Зеландія            | Серія Інтернешнл | Тверде   | Цирил Сук         | Йонас Бйоркман Тодд Вудбрідж            | 6–7(5–7), 6–7(7–9)         |
| Поразка   | 3–4  | Кві 2002 | Касабланка, Марокко              | Серія Інтернешнл | Ґрунт    | Луїс Лобо         | Стівен Гасс Майлз Вейкфілд              | 4–6, 2–6                   |
| Поразка   | 3–5  | Лип 2004 | Кіцбюель, Австрія                | Серія Чемпіоншип | Ґрунт    | Лукас Арнольд Кер | Франтішек Чермак Леош Фридль            | 3–6, 5–7                   |
| Поразка   | 3–6  | Сер 2004 | Orange Warsaw Open, Польща       | Серія Інтернешнл | Ґрунт    | Себастьян Прієто  | Франтішек Чермак Леош Фридль            | 6–2, 2–6, 3–6              |
| Поразка   | 3–7  | Кві 2005 | Касабланка, Марокко              | Серія Інтернешнл | Ґрунт    | Луїс Орна         | Франтішек Чермак Леош Фридль            | 4–6, 3–6                   |
| Поразка   | 3–8  | Кві 2005 | Х'юстон, США                     | Серія Інтернешнл | Ґрунт    | Луїс Орна         | Марк Ноулз (тенісист) Деніел Нестор     | 3–6, 4–6                   |
| Перемога  | 4–8  | Лип 2005 | Амерсфорт, Нідерланди            | Серія Інтернешнл | Ґрунт    | Луїс Орна         | Фернандо Гонсалес Ніколас Массу         | 6–4, 6–4                   |
| Перемога  | 5–8  | Жов 2005 | Палермо, Італія                  | Серія Інтернешнл | Ґрунт    | Маріано Худ       | Маріуш Фирстенберг Марцін Матковський   | 6–2, 6–3                   |
| Поразка   | 5–9  | Сер 2006 | Orange Warsaw Open, Польща       | Серія Інтернешнл | Ґрунт    | Себастьян Прієто  | Франтішек Чермак Леош Фридль            | 3–6, 5–7                   |
| Поразка   | 5–10 | Вер 2006 | Бухарест, Румунія                | Серія Інтернешнл | Ґрунт    | Луїс Орна         | Маріуш Фирстенберг Марцін Матковський   | 7–6(7–5), 6–7(5–7), [8–10] |
| Перемога  | 6–10 | Жов 2006 | Палермо, Італія                  | Серія Інтернешнл | Ґрунт    | Луїс Орна         | Маріуш Фирстенберг Марцін Матковський   | 7–6(7–1), 7–6(7–2)         |
| Перемога  | 7–10 | Лют 2007 | Буенос-Айрес, Аргентина          | Серія Інтернешнл | Ґрунт    | Себастьян Прієто  | Альберт Монтаньєс Рубен Рамірес Ідальго | 6–4, 6–2                   |
| Поразка   | 7–11 | Тра 2007 | Estoril Open, Португалія         | Серія Інтернешнл | Ґрунт    | Себастьян Прієто  | Марсело Мело Андре Са                   | 6–3, 2–6, [6–10]           |
| Поразка   | 7–12 | Лип 2007 | Swedish Open, Швеція             | Серія Інтернешнл | Ґрунт    | Себастьян Прієто  | Сімон Аспелін Юліан Ноул                | 2–6, 4–6                   |
| Поразка   | 7–13 | Сер 2007 | Orange Warsaw Open, Польща       | Серія Інтернешнл | Ґрунт    | Себастьян Прієто  | Маріуш Фирстенберг Марцін Матковський   | 1–6, 1–6                   |
| Поразка   | 7–14 | Вер 2007 | Бухарест, Румунія                | Серія Інтернешнл | Ґрунт    | Себастьян Прієто  | Олівер Марах Міхал Мертиняк             | 6–7(2–7), 6–7(10–12)       |
| Перемога  | 8–14 | Січ 2008 | Аделаїда, Австралія              | Серія Інтернешнл | Тверде   | Марсело Мело      | Кріс Гуччоне Роберт Смітс               | 6–3, 3–6, [10–7]           |

## Фінали ATP Челленджер і ITF Ф'ючерс

### Парний розряд: 25 (13–12)
| Легенда                |
| ---------------------- |
| ATP Челленджер (10–12) |
| ITF Ф'ючерс (3–0)      |

| Фінали за покриттям |
| ------------------- |
| Тверде (3–5)        |
| Ґрунт (10–6)        |
| Трава (0–0)         |
| Килим (0–1)         |

| Результат | В-П   | Дата     | Турнір                          | Рівень     | Покриття | Партнер          | Суперники                                 | Рахунок            |
| --------- | ----- | -------- | ------------------------------- | ---------- | -------- | ---------------- | ----------------------------------------- | ------------------ |
| Поразка   | 0–1   | Лип 1997 | Кіто, Еквадор                   | Челленджер | Ґрунт    | Рамон Дельгадо   | Бернардо Мартінес Марко Осоріо            | 4–6, 4–6           |
| Перемога  | 1–1   | Тра 1998 | Німеччина F4, Есслінген (район) | Ф'ючерс    | Ґрунт    | Федеріко Бровне  | Жюльєн Бутте Жан-Рене Лінар               | 7–6, 6–2           |
| Перемога  | 2–1   | Лип 1998 | Бразилія F1, Лондрина           | Ф'ючерс    | Ґрунт    | Дам'ян Фурманскі | Алешандре Сімоні Паулу Тайшер             | 7–5, 5–4 ret.      |
| Перемога  | 3–1   | Лис 1998 | Парагвай F1, Асунсьйон          | Ф'ючерс    | Ґрунт    | Дам'ян Фурманскі | Roberto Marcelo Alvarez Хосе-Марія Арнедо | 3–6, 6–1, 6–4      |
| Перемога  | 4–1   | Лис 1998 | Буенос-Айрес, Аргентина         | Челленджер | Ґрунт    | Гільєрмо Каньяс  | Альберто Мартін Сальвадор Наварро         | 2–6, 6–3, 7–5      |
| Поразка   | 4–2   | Гру 1998 | Гвадалахара (Мексика), Мексика  | Челленджер | Ґрунт    | Себастьян Прієто | Сандер Гройн Алі Хамадех                  | 4–6, 2–6           |
| Поразка   | 4–3   | Лют 1999 | Гамбург, Німеччина              | Челленджер | Килим    | Крістіану Теста  | Міхаель Кольманн Філіппо Вейльйо          | 4–6, 6–7           |
| Поразка   | 4–4   | Бер 1999 | Гренобль, Франція               | Челленджер | Тверде   | Крістіану Теста  | Адам Пітерсон Кріс Тонц                   | 6–4, 3–6, 4–6      |
| Поразка   | 4–5   | Бер 1999 | Безансон, Франція               | Челленджер | Тверде   | Крістіану Теста  | Хуан Ігнасіо Карраско Хайро Веласко мол.  | 1–6, 6–7           |
| Перемога  | 5–5   | Кві 1999 | Ніцца, Франція                  | Челленджер | Ґрунт    | Себастьян Прієто | Томаш Цибулець Леош Фридль                | 7–6, 6–4           |
| Поразка   | 5–6   | Вер 1999 | Щецин, Польща                   | Челленджер | Ґрунт    | Гільєрмо Каньяс  | Александар Кітінов Джек Вейт              | 1–6, 7–5, 4–6      |
| Перемога  | 6–6   | Жов 1999 | Ліма, Перу                      | Челленджер | Ґрунт    | Пабло Альбано    | Себастьян Прієто Маріано Худ              | 7–6, 3–6, 6–3      |
| Перемога  | 7–6   | Лис 1999 | Монтевідео, Уругвай             | Челленджер | Ґрунт    | Пабло Альбано    | Дієго дель Ріо Даніель Оршанік            | 6–2, 6–3           |
| Перемога  | 8–6   | Лис 1999 | Буенос-Айрес, Аргентина         | Челленджер | Ґрунт    | Гільєрмо Каньяс  | Паул Роснер Душан Вемич                   | 6–4, 6–4           |
| Перемога  | 9–6   | Вер 2000 | Б'єлла, Італія                  | Челленджер | Ґрунт    | Маріано Пуерта   | Сімон Аспелін Фредрік Берг                | 6–2, 4–6, 6–4      |
| Поразка   | 9–7   | Лют 2003 | Даллас, США                     | Челленджер | Тверде   | Грейдон Олівер   | Джастін Гімелстоб Скотт Гамфріс           | 6–7(7–9), 6–7(4–7) |
| Перемога  | 10–7  | Лют 2003 | Джоплін (Міссурі), США          | Челленджер | Тверде   | Грейдон Олівер   | Дієґо Аяла Брендон Коуп                   | 6–1, 6–4           |
| Перемога  | 11–7  | Бер 2003 | Салінас, Еквадор                | Челленджер | Тверде   | Себастьян Прієто | Міхаель Кольманн Харел Леві               | без гри            |
| Поразка   | 11–8  | Тра 2003 | Прага, Чехія                    | Челленджер | Ґрунт    | Себастьян Прієто | Томаш Бердих Міхал Навратіл               | 4–6, 6–3, 4–6      |
| Поразка   | 11–9  | Сер 2003 | Бронкс, США                     | Челленджер | Тверде   | Грейдон Олівер   | Жульєн Беннето Ніколя Маю                 | 1–6, 1–6           |
| Поразка   | 11–10 | Лис 2003 | Братислава, Словаччина          | Челленджер | Тверде   | Маріо Анчич      | Харел Леві Джонатан Ерліх                 | 6–7(7–9), 3–6      |
| Поразка   | 11–11 | Жов 2006 | Монтевідео, Уругвай             | Челленджер | Ґрунт    | Гільєрмо Каньяс  | Серхіо Ройтман Максімо Гонсалес           | 3–6, 6–7(5–7)      |
| Перемога  | 12–11 | Бер 2007 | Богота, Колумбія                | Челленджер | Ґрунт    | Дієго Гартфілд   | Фред Жіл Дік Норман                       | 6–4, 3–6, [10–5]   |
| Перемога  | 13–11 | Жов 2007 | Андрезьє-Бутеон, Франція        | Челленджер | Тверде   | Себастьян Прієто | Хосе Акасусо Дієго Гартфілд               | 6–3, 6–1           |
| Поразка   | 13–12 | Жов 2008 | Асунсьйон, Парагвай             | Челленджер | Ґрунт    | Маріано Худ      | Алехандро Фаббрі Леонардо Маєр            | 5–7, 4–6           |